# 三菱商事都市開発
三菱商事都市開発株式会社（みつびししょうじとしかいはつ）は、不動産開発（産業型・都市型）、都市開発、CREソリューションを中心に行っている三菱商事グループのデベロッパー企業である。

## 概要
社名が示すとおり、元々は都市部向けを主としてショッピングセンターの開発を行っていたが、2007年（平成19年）10月1日を以て、同じグループで地方向けのショッピングセンターを中心に開発・運営していたデベロッパー企業の日東都市開発を吸収合併。2010年代後半よりショッピングセンターの売却と物流施設の開発を進めている。

## 運営商業施設

### 開発運営
東日本地区
- ビバモール蕨錦町
  - 埼玉県蕨市錦町一丁目350番5・戸田市上戸田一丁目23番6[2]
  - スーパービバホーム蕨錦町店
  - イトーヨーカドー錦町店跡地

- コピス吉祥寺
  - 東京都武蔵野市吉祥寺本町1丁目8番16号、11番5号
  - A館：地下1階〜地上7階、B館：地下1階〜地上8階（旧伊勢丹吉祥寺店）
  - 109テナント（吉祥寺美術館除く）

- MARINE & WALK YOKOHAMA（マリン アンド ウォーク ヨコハマ）
  - 神奈川県横浜市中区新港1丁目3-1（みなとみらい新港地区4街区）
  - アパレル・雑貨・カフェなど24テナント、結婚式場も併設
  - 横浜赤レンガパークに隣接し、海辺を臨むことができるオープンモール型の商業施設である。
  - 施設の所有は日本都市ファンド投資法人、管理・運営はプライムプレイス（東京建物グループ）。

### プロパティマネージメント受託
東日本地区
- ワカバウォーク
  - 埼玉県鶴ヶ島市富士見1丁目2番1号
  - 55テナント

西日本地区
- ミント神戸（神戸新聞会館ビル）
  - 兵庫県神戸市中央区雲井通7丁目1-1
  - 65テナント（受託商業テナント）

- 岡山ドレミの街
  - 岡山県岡山市駅前町1丁目8番5号
  - 58テナント

## かつて運営していた施設
- 天神地下街
  - 福岡県福岡市中央区天神2丁目　地下1・2・3号
  - 151テナント

2005年（平成17年）2月より運営していたが、2008年（平成20年）9月をもって契約終了した（地下街自体は2014年（平成26年）5月現在も営業中）。

- COCOE
  - 兵庫県尼崎市潮江1丁目3番1号
  - 141テナント（核テナント含む）

2012年（平成24年）2月より東急不動産の運営に切り替わったことで契約終了となった（SC自体は2013年（平成25年）10月に「あまがさきキューズモール」に名称変更されたのを経て、2014年（平成26年）5月現在も営業中）。

- 京都ファミリー
  - 京都府京都市右京区山ノ内池尻町1番地1号
  - 2013年3月に運営主体がイオンモールから三菱商事都市開発に変更。2014年4月に運営主体が住商アーバン開発に再変更。

- ショッピングプラザ again
  - 長野県長野市北石堂町1429-1
  - 49テナント

1970年に長崎屋長野店として開業。1998年長崎屋撤退後のビルを改装し日東都市開発が運営するショッピングプラザ againとして開業。2013年に運営会社がアゲインに、2019年に所有者が東京建物に変更。

- エルミこうのすショッピングモール（エルミこうのす）
  - 埼玉県鴻巣市本町1丁目1番地2
  - 75テナント

旧・日東都市開発が運営準備に当たっていたが、合併後の2007年10月末にオープン。2016年にグンゼ開発に売却。

- ニットーモール・CARPA
  - 埼玉県熊谷市銀座2丁目
  - 計108テナント

旧・日東都市開発第1号プロジェクト。1979年に日東製粉（現日東富士製粉）工場跡地を再開発して開業。かつては、旧・日東都市開発の本社が併設されていた。2016年に双日商業開発株式会社に移管。

- 河北アゼリアプラザ[3]
  - 宮城県石巻市成田字一本杉41
  - 12テナント（核テナント内専門店除く）

- UD大名112[3]
  - 福岡県福岡市中央区大名1丁目12番49号
  - 5テナント
  - 現:バルビゾンビル102

- 横浜パークタウンSC（横浜パークタウンi棟）[3]
  - 神奈川県横浜市南区六ツ川3丁目76-3
  - そうてつローゼン六ツ川店

## 沿革

### 三菱商事都市開発（当社）の沿革
- 2002年（平成14年）9月 - 三菱商事と乃村工藝社が共同で株式会社リテールプロパティーズを設立[4]
- 2007年（平成19年）
  - 5月1日 - 三菱商事による増資により、三菱商事都市開発株式会社（資本金3億円）に商号変更（会社概要上の設立年月）
  - 10月1日 - 日東都市開発株式会社（下記参照）を吸収合併（資本金7億円に）
- 2011年（平成23年）5月 - 東京都千代田区有楽町に本社を移転

### 旧・日東都市開発の沿革
- 1973年（昭和48年）9月 - 三菱商事の完全子会社として日東都市開発株式会社設立
- 1993年（平成5年）3月 - 横浜パークタウンSC事業所設立
- 1998年（平成10年）10月 - 長野事業所設立
- 2000年（平成12年）10月 - 三菱商事グループスフィアより、スフィアコレクション&スフィアガーデンの運営を引き継ぐ、天王洲事業所設立
- 2006年（平成18年）
  - 4月 - スフィアコレクション&スフィアガーデンを三菱商事グループから売却、天王洲事業所閉鎖
  - 12月 - ワカバウォークのプロパティマネージメントを受託
- 2007年（平成19年）10月1日 - 三菱商事都市開発に吸収合併された